# 鸭园镇西山遗址
鸭园镇西山遗址，位于中国吉林省通化市二道江区鸭园镇鸭园村，为一个省级文物保护单位，类型为古遗址，公布时间为2007年5月31日。该文物保护单位由通化市文物管理委员会办公室管理。
鸭园镇西山遗址的历史年代为青铜。